# Raphaël Vogt

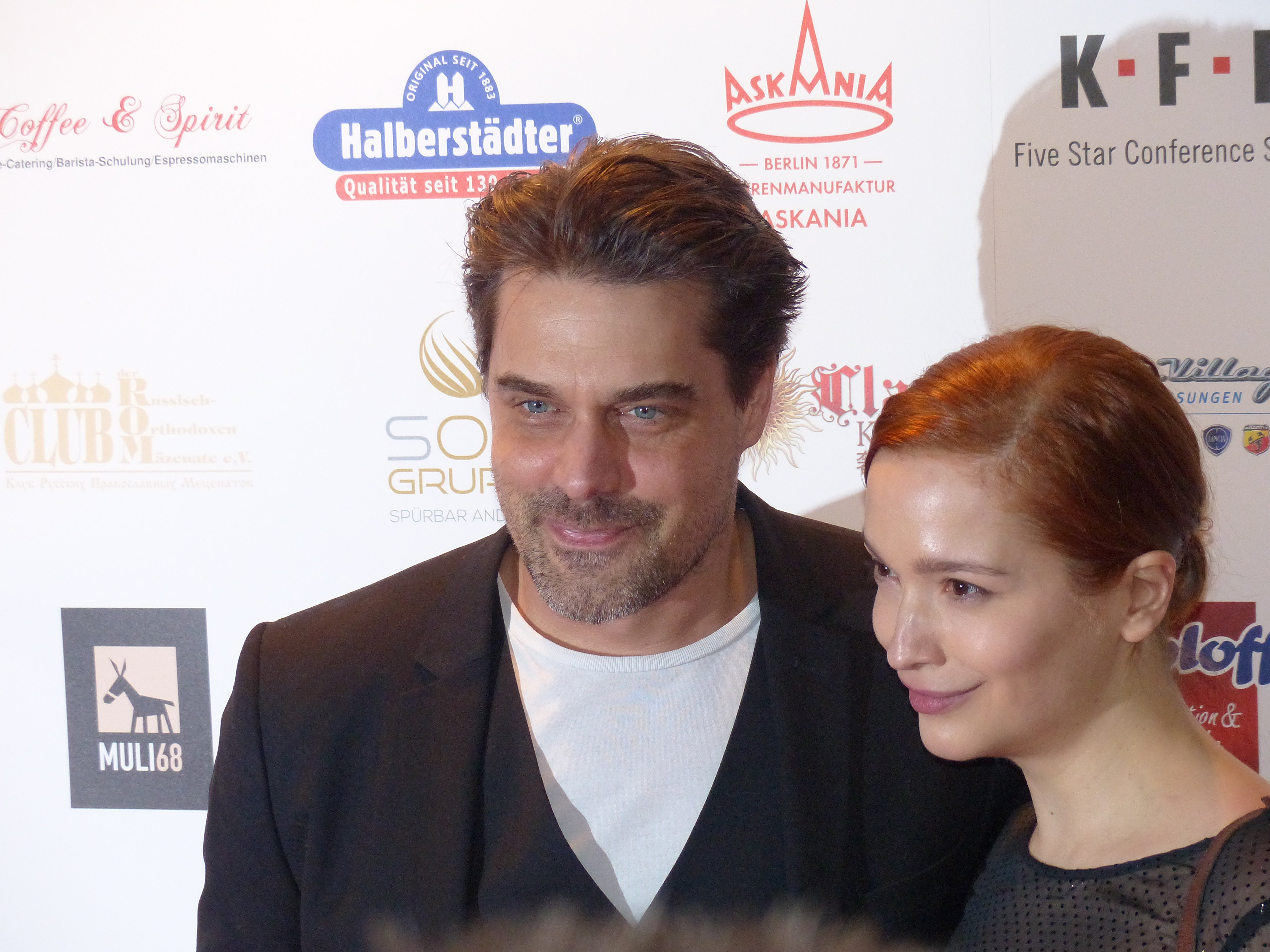
Raphael Vogt und Uta Kargel beim Askania Award 2016

Raphaël Vogt (* 20. Januar 1976 in West-Berlin) ist ein deutsch-französischer Schauspieler.

## Biografie
Vogt wuchs zweisprachig (Deutsch und Französisch) auf und besuchte das Französische Gymnasium in Berlin. Als er im Jahr 1996 eine Lehre als Kunsttischler beginnen wollte, bekam er ein Angebot von RTL für die Seifenoper Gute Zeiten, schlechte Zeiten. In der dort von ihm gespielten Rolle des Nico Anton Weimershaus, den er von 1996 bis 2005 verkörperte, wurde er einem breiteren Publikum bekannt.
Von 2006 bis 2007 spielte er in der Sat.1-Telenovela Schmetterlinge im Bauch die männliche Hauptrolle. Danach war er bei unterschiedlichen Sendern und in diversen Formaten zu sehen. Vogt ist bekennender Kampfsportfan, übt selbst Thaiboxen, Kickboxen, MMA (Mixed Martial Arts) und Grappling aktiv aus und veranstaltete im Oktober 2013 mit Roundhouse-MMA seinen ersten eigenen MMA-Event in Berlin.

## Filmografie

### Kino
- 2000: Vor der Stille
- 2008: Der Patient
- 2009: Das Leben ist zu lang

### Kurzfilm
- 2004: Sehnsucht
- 2008: Drug Fiction
- 2009: Wrong Parking
- 2010: Ausgelöscht
- 2011: Update
- 2015: Argumentative Fighting

### Fernsehen
- 1996–2005: Gute Zeiten, schlechte Zeiten
- 1999: Schrei – denn ich werde dich töten!
- 2006: Meine bezaubernde Feindin
- 2006–2007: Schmetterlinge im Bauch
- 2007: Küstenwache
- 2007: Inga Lindström: Ein Wochenende in Söderholm
- 2007: Volles Haus
- 2007: Die Firma (Dokumentarfilm)
- 2008: quergelesen
- 2008: Liebesgruß an einen Engel
- 2008: Traum meines Lebens
- 2009: Unser Charly
- 2009: Flemming
- 2009: Rosamunde Pilcher: Lass es Liebe sein
- 2009: Alarm für Cobra 11
- 2010: Geschichten aus den Bergen: Träume meines Lebens
- 2010: Anna und die Liebe (Gastauftritt)
- 2010: Die Bergwacht (Fernsehserie, Folge 12 Bruchlandung)
- 2010: Der Bergdoktor
- 2010: Flemming
- 2011: In aller Freundschaft (Folge 512 – Verlorene Zeit)
- 2012: Der Kriminalist
- 2012: Mit geradem Rücken
- 2014: Rosamunde Pilcher: Rundum glücklich
- 2014, 2015: Alles was zählt
- 2016: Mila
- 2017: Rosamunde Pilcher – Fast noch verheiratet
- 2017: Kreuzfahrt ins Glück – Hochzeitsreise nach Sardinien
- 2018–2019: Alles oder nichts (Fernsehserie)
- 2019: Familie Dr. Kleist
- 2020: Das große Promibacken

### Sprecher & Moderation
- 1998: Bravo TV Extra (Liebe & Flirten)
- 1999: Bravo TV Extra (WWF)
- 2002: Ground Zero – die ersten 24 Stunden (DVD)
- 2008: Blutlinie – Cody McFadyen (Fernseh- & Internettrailer)
- 2008: Ausländisch für Notfälle (Hörbuch)
- 2009: Diverse Dream-Land Productions Hörspielaufnahmen (Hörbuch)
- 2013: RBB Radio: Tatort
- 2014: Arena Synchron
- 2015: Arena Synchron, Hermes Synchron, SDI Synchron
- 2016: Arena Synchron, Hermes Synchron